# Dojlidy Górne
Dojlidy Górne – dawna miejscowość w gminie Zabłudów (województwie podlaskim). 1 stycznia 2006 przyłączona do miasta Białystok wraz z miejscowościami Zagórki oraz Kolonia Halickie. Na mocy uchwały nr LXII/787/06 Rady Miejskiej z 23 października 2006 roku, przyłączony obszar stał się jednostką pomocniczą podziału administracyjnego miasta, osiedlem Dojlidy Górne. W Dojlidach Górnych znajduje się pętla autobusów linii nr: 2, 15, 30.
W latach 1954–1971 wieś należała i była siedzibą władz gromady Dojlidy Górne, po jej zniesieniu w gromadzie Zaścianki.

## Obiekty i tereny zielone
- Browar Dojlidy
- Biblioteka filia nr 12 Książnicy Podlaskiej – ul. Dojlidy Górne 48
- Zespół Szkół nr 4
- Kościół św. Jana Chrzciciela
- Cerkiew św. Grzegorza Peradze – ul. Milowa (w budowie)
- Przedszkole Samorządowe nr 81

## Historia Dojlid Górnych
Według Pierwszego Powszechnego Spisu Ludności z 1921 r. wieś Dojlidy liczyła 49 domostw i zamieszkiwana była przez 300 osób, wśród których 286 zadeklarowało wyznanie rzymskokatolickie, a pozostałych 14 wyznanie prawosławne. Podział religijny mieszkańców wsi pokrywał się z ich strukturą narodowo-etniczną, gdyż polską przynależność narodową, podobnie jak wyznanie katolickie, zadeklarowało 286 osób, natomiast pozostałych 14 mieszkańców podało białoruską przynależność narodową. W owym czasie miejscowość stanowiła siedzibę gminy Dojlidy.

## Opis granic osiedla
Od ulicy Solnickiej wzdłuż granicy osiedla Dojlidy (dawnej granicy administracyjnej miasta Białegostoku) do granicy ze wsią Sobolewo, wzdłuż granicy ze wsią Sobolewo, następnie ze wsią Kuriany, Halickie, Solniczki, Stanisławowo do przedłużenia ul. Solnickiej, następnie do ul Solnickiej.